# Герб Медведевского района
Герб муниципального образования «Медведевский муниципальный район» наряду с гимном и флагом является официальным символом Медведевского района.
Положение о гербе района утверждено Собранием депутатов района 27 февраля 2006 года. В 2011 году в текст геральдического описания внесены изменения.
Автор флага — учитель рисования Пижменской средней школы Игорь Чернядьев.

## Описание герба
Геральдическое описание в соответствии с действующей редакцией положения о гербе:

В лазоревом (синем, голубом) поле серебряный пояс, обременённый червлёным (красным) ромбовым знаком, составленным из сквозного ромба с гаммированно выпущенными попарно навстречу друг другу верхними и нижними сторонами, сопровождаемый в углах четырьмя сквозными ромбами.

## Символика
Лазоревое поле щита с серебряным геральдическим поясом указывает на преемственность цветовой основы исторического Царевококшайского уездного герба (современная территория Медведевского муниципального района входила в состав Царевококшайского уезда).

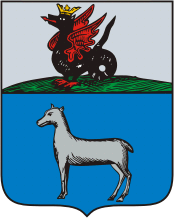
Герб Царевококшайска (1781)

Геральдический пояс обозначает пригородный статус муниципального района, территориального опоясывающего столицу Республики Марий Эл город Йошкар-Олу. Распространенный в русских и марийских вышивках орнаментальный знак символизирует единство культурных устремлений и уважительное отношение населения района к своей истории.